# Электрик-фолк
Электрик-фолк (англ. electric folk) — поджанр фолк-рока, разработанный в конце 1960-х в Англии на основе американского фолк-рока и получивший успех в 1970-х гг. Электрик-фолк был подхвачен и развит в окружающих кельтских культурах Бретани, Ирландии, Шотландии, Уэльса и острова Мэн. К 1980-м его популярность снизилась, но возродилась к середине десятилетия. В Великобритании термин «фолк-рок» используется в качестве синонима электрик-фолка, однако последний не вышел из употребления и используется для разграничения британского фолк-рока.
Одним из показателей значимости электрик-фолк-движения в 1970-х гг. является высокая популярность групп Led Zeppelin и Jethro Tull. Ни одну из этих групп нельзя отнести к электрик-фолку, однако они свидетельствуют о влиянии последнего.
Группа Fairport Convention начинает свою карьеру в 1967 году в стиле американского фолк-рока, а в 1969 году издаёт первый электрик-фолк-альбом Liege & Lief.
За время своего развития электрик-фолк прошёл следующие этапы:
- Расцвет (1969-76)
- Упадок и выживание (1977-85)
- Возрождение (с 1985)